# Thomas Adolf
Thomas Adolf (* 1958) ist ein deutscher Rechtsextremist und verurteilter Mörder.
Adolf wuchs hauptsächlich bei seiner Großmutter im westfälischen Hagen auf; die mehrfach vorbestrafte Mutter ließ den Jungen verwahrlosen und verschwand 1969 spurlos. Nach 1969 lebte er bei einem Onkel im Rheinland. Er wurde Mitglied der Jungsozialisten. Ende der 1970er Jahre war Adolf Sympathisant der Rote Armee Fraktion, gegen ihn wurde 1977 ein später eingestelltes Verfahren wegen Mitgliedschaft in einer terroristischen Vereinigung und „Verabredung zur Brandstiftung“ eingeleitet. Danach flüchtete er ins Ausland, wo er nach eigenen Angaben unter anderem als Söldner für die Militärdiktatur in Argentinien und das Regime in Rhodesien tätig war.

## Rechtsextremer Aktivismus
In den 1980er Jahren kehrte Adolf nach Deutschland zurück und arbeitete als Taxifahrer in Köln, wo er in rechtsextremen Kreisen verkehrte. 1994 trat er für die Deutsche Liga als Kandidat zur Kommunalwahl an. Die damals führenden Personen der Deutschen Liga aus Köln, zum Beispiel Manfred Rouhs, sind heute in der Bürgerbewegung pro Köln aktiv. Adolf betrachtete sich als Anführer einer von ihm gegründeten „SS-Division Götterdämmerung“, der jedoch vermutlich außer ihm selbst keine weiteren Mitglieder angehörten. Aufgrund seiner Aktivitäten, auch im Umfeld der Sauerländer Aktionsfront, versuchte das Bundesamt für Verfassungsschutz Anfang der 1990er Jahre, Adolf als Informanten zu gewinnen. 1996 wurde die Bemühungen eingestellt, da die Behörden zu der Ansicht gelangten, er sei wegen „seiner Vergangenheit, seines Charakters und seines Verhaltens“ nicht geeignet.

### Morde in Overath
Am 7. Oktober 2003 ermordete Adolf unter Mithilfe seiner damals 19-jährigen Freundin einen Anwalt, dessen Frau und die erwachsene Tochter in dessen Anwaltskanzlei in Overath. Alle drei Personen wurden aus nächster Nähe mit einer Pumpgun erschossen; die Brutalität der Tat erregte bundesweites Aufsehen. Adolf wurde zu lebenslanger Haft mit anschließender Sicherungsverwahrung verurteilt. 2022 wurde diese Tat als rechtsextrem eingestuft. Seit 2023 gibt es eine offizielle Gedenktafel auf dem Bahnhofsplatz der Stadt Overath, die an den rechtsextremen Dreifachmord erinnert und als Mahnmal gegen rechte Gewalt und für Demokratie und Vielfalt dient.